# Богданов, Владимир Владимирович
Владимир Владимирович Богданов (1868—1949) — советский этнограф, краевед и музейный деятель, доктор географических наук.

## Биография
Родился 9 декабря (21 декабря по новому стилю) 1868 года в селе Голынки Смоленской губернии в семье мещан.
В 1892 году окончил историко-филологический факультет Московского университета, после чего преподавал в Лазаревском институте восточных языков. В 1894—1930 годах был секретарём Общество любителей естествознания, антропологии и этнографии при Московском университете. С 1908 по 1924 годы Богданов — хранитель Отдела этнографии Румянцевского музея. Член-корреспондент Императорского московского археологического общества (в 1864—1881 годах — Московское археологическое общество) с 1912 года. Заведовал Отделом русской и славянской этнографии Центрального музея народоведения в 1924—1930 годах. В 1919 году был инициатором создания Московского государственного музея Центрально-Промышленной области, директором которого являлся до 1930 года. В период гонений на краеведение на рубеже 1920—1930 годов подвергался репрессиям.
В 1930-х годах читал лекции в Московском университете. Также преподавал этнографию в Лазаревском институте восточных языков и в Московском городском народном университете; а также этнографию и географию в Московском областном педагогическом институте. В 1943—46 годах был заведующим Славяно-русским сектором Института этнографии Академии наук и сотрудником Российского института культурологии. Сотрудничал при составлении Большого советского атласа мира.
Жил в Москве в Чухинском переулке; в Георгиевском переулке; в Ермолаевском переулке и на Новослободской улице, 73. Умер 16 сентября 1949 года в Москве.

## Основные публикации
- Из истории женского южно-великорусского костюма // Этнографическое обозрение. 1914. № 1-2. С. 127—154.
- Сухопутные средства передвижения в Волго-Окской области как наследие старины // Культура и быт населения Центрально-промышленной области (этнологические исследования и материалы). М., 1929. С. 64-74.
- Дмитрий Николаевич Анучин, антрополог и географ (1843—1923) / Моск. об-во испытателей природы. М., 1941.
- К изучению игрушки. Программные заметки // Этнографическое обозрение. 1912. Кн. 92-93. № 1-2. С. 228—229.
- Древние и современные обряды погребения животных в России // Этнографическое обозрение. 1916. № 3-4. C. 86-122[5].

## Награды
- орден Трудового Красного Знамени (10.06.1945)
- орден Святой Анны 2-й степени
- орден Святой Анны 3-й степени
- орден Святого Станислава 2-й степени
- орден Святого Станислава 3-й степени
- медали